# اچ‌ام‌اس اندومیون (۱۸۹۱)
اچ‌ام‌اس اندومیون (۱۸۹۱) (به انگلیسی: HMS Endymion (1891)) یک کشتی بود که طول آن ۳۸۷٫۵ فوت (۱۱۸٫۱ متر) بود. این کشتی در سال ۱۸۹۱ ساخته شد.